# BR-Radltour
Die BR-Radltour ist eine seit 1990 jährlich stattfindende Freizeitradveranstaltung des Bayerischen Rundfunks. Chef der Organisation der BR-Radltour war Thomas Gaitanides. Er wurde nach der BR-Radltour 2012 von Matthias Keller-May abgelöst. 2015 übernahm Markus Riese als Leiter der Event-Koordination des BR diese Funktion.
Die BR-Radltour hat in der Regel sechs Etappen, die durch Bayern führen. Diese Radveranstaltung ist kein Wettbewerb, sondern eine Veranstaltung, bei der der Spaß an gesunder Bewegung mit dem Fahrrad und die gemeinschaftliche Atmosphäre im Vordergrund stehen.
Die BR-Radltour nimmt für sich in Anspruch, die Radtour dieser Art mit den meisten Teilnehmern zu sein. Dies stimmt aber nur, wenn die Zahl der angemeldeten Teilnehmer von 1000–1300 zu jeder Etappe zugrunde gelegt wird. Radtouren, die keine Anmeldung verlangen und auch Tagesteilnehmer zulassen, haben teilweise ein Vielfaches an Mitfahrern.
Die BR-Radtour basiert auf einem ähnlichen Konzept wie die Tour de Ländle, die oft zur gleichen Zeit, manchmal auch zeitversetzt in Baden-Württemberg stattfand.

## Anmeldung und Teilnahme
Die Tour wird im Mai unter anderem auf den Internetseiten des Bayerischen Rundfunks ausgeschrieben. Teilnahmeberechtigt ist nur, wer sich beim Bayerischen Rundfunk per Fax, schriftlich oder seit 2014 auch über das Internet angemeldet hat und bei der anschließenden Auslosung einen Platz gewinnen konnte. Da die Anzahl der Anmeldungen meist die Zahl der möglichen Mitfahrer übersteigt, sind die Plätze trotz eines Kostenbeitrags sehr begehrt. Radfahrer, die versuchen, ohne Teilnahmeberechtigung an der Tour mitzufahren, werden von der Tour verwiesen. Eine Tagesteilnahme ist nur noch bei ausgewiesenen Touren – seit 2016 – Rundtour-Etappen möglich. Diese werden explizit angekündigt.
An der Tour nehmen jedes Jahr etwa 1000 bis 1300 Teilnehmer teil. Die mögliche Teilnehmerzahl hängt davon ab, wie viele Übernachtungsmöglichkeiten in den Tourstädten verfügbar sind.

## Termin
Die BR-Radltour startet am Samstag nach Beginn der Sommerferien im Land Bayern. Diese beginnen in der Regel in der letzten Juliwoche oder in der ersten Augustwoche. Die Tour endet am darauf folgenden Freitag. Die Tour 2014 begann erstmals im Ausland: in Kufstein in Tirol.

## Die Tour

### Ablauf
Am ersten Tag der Tour, meist einem Freitag oder Samstag, erfolgen lediglich die Anreise zum Startort der Tour und der Check-In. Die Beförderung der Teilnehmer, von denen viele mit der Bahn an- und abreisen, samt ihren Fahrrädern und Gepäck hat in der Vergangenheit zu massiven Problemen geführt. So werden inzwischen Sonderzüge für die An- und Abreise angeboten.
Der eigentliche Tourstart ist meist am Samstag- oder Sonntagmorgen. Eine Etappe ist zwischen 60 und 100 km lang und wird unterbrochen von ein bis zwei kurzen Wasserpausen und einer längeren Mittagspause. Insgesamt gibt es sechs oder sieben Etappen, so dass die Tour am darauffolgenden Freitag am Zielort endet. Für die Teilnehmer wird am Freitag eine Übernachtungsmöglichkeit angeboten, so dass viele Teilnehmer am Samstag mit den Sonderzügen abreisen.
Beginnend am Samstag wird nach jeder Tagesetappe eine Abendveranstaltung mit Musik und Liveauftritten auch mit bekannten Bands auf einem Festplatz in der jeweiligen Tourstadt veranstaltet.
Als Übernachtungsmöglichkeit wird den Teilnehmern ein Platz in einer Turnhalle oder Schule angeboten. In einem typischen Quartier sind zwischen 200 und 400 Personen untergebracht. Geschlafen wird auf Matratzen auf dem Boden. Diese Matratzen werden vom Technischen Hilfswerk oder der Bundeswehr ausgeliehen.

### Service und Unterstützer

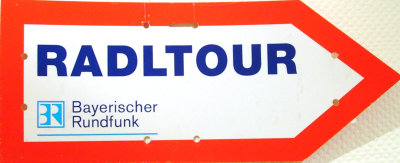
Streckenschild BR-Radltour 2006

Die Etappen und Tourziele werden durch den ADFC Bayern jährlich neu ausgearbeitet. Ein Voraustrupp des ADFC übernimmt ferner die Ausschilderung der Strecke, während ein weiterer Trupp die Schilder nach dem Passieren des Tourtrosses wieder einsammelt. Die Bayerische Vermessungsverwaltung gibt die Tourinfos für jede Etappe heraus. Dies ist ein Faltblatt mit Informationen über die Strecke, Landschaft und Städte entlang der Strecke und der Zielstadt, in der auch die Abendveranstaltung stattfindet. Die Tour führt dabei etwa 400–550 km durch die verschiedenen Regionen Bayerns.
Die Etappe führt fast ausschließlich über öffentliche Straßen, bei denen der entsprechende Abschnitt während der Durchfahrt des Tourtrosses komplett für den Verkehr gesperrt wird. Die Absperrung erfolgt durch die Polizei, wofür mehrere Polizeifahrzeuge und etwa 20 Motorräder im Einsatz sind. Mit dem Tross fahren mehrere Sanitätsfahrzeuge des ASB. Das THW transportiert mit mehreren LKW das Gepäck der Mitfahrer und die Matratzen für die Nachtlager. Die Teilnehmer können so die Etappen mit einem leichten Fahrrad ohne Gepäck fahren. Radfahrer, die den sportlichen Anforderungen einer Etappe trotzdem nicht gewachsen sind oder mit technischen Problemen liegen bleiben, können sich dem Besenwagen, der ebenfalls vom THW betrieben wird, anvertrauen, der sie zur nächsten Pause oder zum Etappenziel bringt. Ferner gibt es einen Reparaturservice bei technischen Problemen mit dem Fahrrad.
Verschiedene Unternehmen unterstützen als Sponsoren die BR-Radltour. Langjähriger Sponsor, der seinen Beitrag hauptsächlich in Naturalien beisteuert, ist die Firma Adelholzener Alpenquellen.
Die Abendveranstaltungen werden von den Radiosendern Bayern 1, Bayern 3 und BR24, sowie von der Abendschau im Bayerischen Fernsehen präsentiert. In der Woche, in der die Tour stattfindet werden auch zahlreiche Beiträge darüber in den entsprechenden Radio- und Fernsehprogrammen des Bayerischen Rundfunks gesendet.

## Strecken vergangener Touren

### Tour 1990, die 1.
Auftakt am 28. Juli 1990 in Donauwörth, Ziel in Dingolfing
| Etappe | Datum     | Start              | 1. Wasserpause | Mittagspause        | 2. Wasserpause | Ziel               | Länge |
| ------ | --------- | ------------------ | -------------- | ------------------- | -------------- | ------------------ | ----- |
| 1.     | 28. Juli  | Donauwörth         | ?              | Wassertrüdingen     | ?              | Ansbach            | ?     |
| 2.     | 29. Juli  | Ansbach            | ?              | Rothenburg/Tauber   | ?              | Kitzingen          | ?     |
| 3.     | 30 Juli   | Kitzingen          | ?              | Volkach             | ?              | Haßfurt            | ?     |
| 4.     | 31. Juli  | Haßfurt            | ?              | Bamberg             | ?              | Forchheim          | ?     |
| 5.     | 1. August | Forchheim          | ?              | Lauf an der Pegnitz | ?              | Neumarkt/Oberpfalz | ?     |
| 6.     | 2. August | Neumarkt/Oberpfalz | ?              | Beilngries          | ?              | Kelheim            | ?     |
| 7.     | 3. August | Kelheim            | ?              | Straubing           | ?              | Deggendorf         | ?     |
| 8.     | 4. August | Deggendorf         | ?              | Landau an der Isar  | ?              | Dingolfing         | ?     |

### Tour 1991, die 2.
Bei der ersten Tour nach der Wiedervereinigung führte die Tour durch die neuen Bundesländer Thüringen, Sachsen-Anhalt und Sachsen
Auftakt am 27. Juli 1991 in München, Ziel in Leipzig
| Etappe | Datum     | Start      | 1. Wasserpause | Mittagspause  | 2. Wasserpause | Ziel       | Länge |
| ------ | --------- | ---------- | -------------- | ------------- | -------------- | ---------- | ----- |
| 1.     | 27. Juli  | München    | ?              | Petershausen  | ?              | Ingolstadt | ?     |
| 2.     | 28. Juli  | Ingolstadt | ?              | Weltenburg    | ?              | Regensburg | ?     |
| 3.     | 29. Juli  | Regensburg | ?              | Schwarzenfeld | ?              | Weiden     | ?     |
| 4.     | 30. Juli  | Weiden     | ?              | Mitterteich   | ?              | Selb       | ?     |
| 5.     | 31. Juli  | Selb       | ?              | Bad Elster    | ?              | Plauen     | ?     |
| 6.     | 1. August | Plauen     | ?              | Neustadt/Orla | ?              | Jena       | ?     |
| 7.     | 2. August | Jena       | ?              | Naumburg      | ?              | Leipzig    | ?     |

### Tour 1992, die 3.
Auftakt am 31. Juli 1992 in Burghausen, Ziel in Lindau (Bodensee)
| Etappe | Datum     | Start             | 1. Wasserpause | Mittagspause         | 2. Wasserpause | Ziel       | Länge |
| ------ | --------- | ----------------- | -------------- | -------------------- | -------------- | ---------- | ----- |
| 1.     | 1. August | Burghausen        | Tyrlaching     | Trostberg            | ?              | Traunstein | ?     |
| 2.     | 2. August | Traunstein        | Truchtlaching  | Eggstätt             | ?              | Rosenheim  | ?     |
| 3.     | 3. August | Rosenheim         | ?              | Aying                | ?              | Bad Tölz   | ?     |
| 4.     | 4. August | Bad Tölz          | ?              | Weilheim             | ?              | Landsberg  | ?     |
| 5.     | 5. August | Landsberg am Lech | ?              | Schongau             | ?              | Füssen     | ?     |
| 6.     | 6. August | Füssen            | ?              | Kempten (Allgäu)     | ?              | Immenstadt | ?     |
| 7.     | 7. August | Immenstadt        | ?              | Lindenberg im Allgäu | ?              | Lindau     | ?     |

### Tour 1993, die 4.
Auftakt am 23. Juli 1993 in Erding, Ziel in Nürnberg
| Etappe | Datum    | Start         | 1. Wasserpause | Mittagspause     | 2. Wasserpause | Ziel          | Länge |
| ------ | -------- | ------------- | -------------- | ---------------- | -------------- | ------------- | ----- |
| 1.     | 24. Juli | Erding        | ?              | Pfaffenhofen     | ?              | Neuburg/Donau | ?     |
| 2.     | 25. Juli | Neuburg/Donau | ?              | Gunzenhausen     | ?              | Schwabach     | ?     |
| 3.     | 26. Juli | Schwabach     | ?              | Hersbruck        | ?              | Pegnitz       | ?     |
| 4.     | 27. Juli | Pegnitz       | ?              | Hollfeld         | ?              | Lichtenfels   | ?     |
| 5.     | 28. Juli | Lichtenfels   | ?              | Kronach          | ?              | Coburg        | ?     |
| 6.     | 29. Juli | Coburg        | ?              | Bad Staffelstein | ?              | Bamberg       | ?     |
| 7.     | 30. Juli | Bamberg       | ?              | Herzogenaurach   | ?              | Nürnberg      | ?     |

### Tour 1994, die 5.
Auftakt am 29. Juli 1994 in Aschaffenburg, Ziel in Memmingen
| Etappe | Datum     | Start          | 1. Wasserpause | Mittagspause   | 2. Wasserpause | Ziel           | Länge |
| ------ | --------- | -------------- | -------------- | -------------- | -------------- | -------------- | ----- |
| 1.     | 30. Juli  | Aschaffenburg  | ?              | Lohr am Main   | ?              | Hammelburg     | ?     |
| 2.     | 31. Juli  | Hammelburg     | ?              | Bad Kissingen  | ?              | Schweinfurt    | ?     |
| 3.     | 1. August | Schweinfurt    | ?              | Schlüsselfeld  | ?              | Erlangen       | ?     |
| 4.     | 2. August | Erlangen       | ?              | Neustadt/Aisch | ?              | Bad Windsheim  | ?     |
| 5.     | 3. August | Bad Windsheim  | ?              | Feuchtwangen   | ?              | Nördlingen     | ?     |
| 6.     | 4. August | Nördlingen     | ?              | Dillingen      | ?              | Dinkelscherben | ?     |
| 7.     | 5. August | Dinkelscherben | ?              | Krumbach       | ?              | Memmingen      | ?     |

### Tour 1995, die 6.
Auftakt am 28. Juli 1995 in Bad Reichenhall, Ziel in Cham
| Etappe | Datum     | Start           | 1. Wasserpause | Mittagspause    | 2. Wasserpause | Ziel        | Länge |
| ------ | --------- | --------------- | -------------- | --------------- | -------------- | ----------- | ----- |
| 1.     | 29. Juli  | Bad Reichenhall | ?              | Bad Adelholzen  | ?              | Traunreut   | ?     |
| 2.     | 30. Juli  | Traunreut       | ?              | Wasserburg/Inn  | ?              | Mühldorf    | ?     |
| 3.     | 31. Juli  | Mühldorf/Inn    | ?              | Neuötting       | ?              | Simbach     | ?     |
| 4.     | 1. August | Simbach/Inn     | ?              | Obernberg       | ?              | Vilshofen   | ?     |
| 5.     | 2. August | Vilshofen       | ?              | Aicha vorm Wald | ?              | Waldkirchen | ?     |
| 6.     | 3. August | Waldkirchen     | ?              | Grafenau        | ?              | Zwiesel     | ?     |
| 7.     | 4. August | Zwiesel         | ?              | Viechtach       | ?              | Cham        | ?     |

### Tour 1996, die 7.
Auftakt am 2. August 1996 in Fürstenfeldbruck, Ziel in Hof
| Etappe | Datum     | Start            | 1. Wasserpause | Mittagspause         | 2. Wasserpause | Ziel           | Länge  |
| ------ | --------- | ---------------- | -------------- | -------------------- | -------------- | -------------- | ------ |
| 1.     | 3. August | Fürstenfeldbruck | Sulzemoos      | Altomünster          | Kühbach        | Schrobenhausen | 85 km  |
| 2.     | 4. August | Schrobenhausen   | Ehekirchen     | Rain                 | Tagmersheim    | Eichstätt      | 95 km  |
| 3.     | 5. August | Eichstätt        | Böhming        | Berching             | Mörsdorf       | Roth           | 99 km  |
| 4.     | 6. August | Roth             | Pyrbaum        | Altdorf bei Nürnberg | Wolfertsfeld   | Amberg         | 100 km |
| 5.     | 7. August | Amberg           | –              | Vilseck              | Freihung       | Grafenwöhr     | 70 km  |
| 6.     | 8. August | Grafenwöhr       | Voita          | Kemnath              | Ebnath         | Marktredwitz   | 85 km  |
| 7.     | 8. August | Marktredwitz     | Weißenstadt    | Münchberg            | Oberpferdt     | Hof            | 94 km  |

### Tour 1997, die 8.
Auftakt am 1. August 1997 in Garmisch-Partenkirchen, Ziel in Landshut
| Etappe | Datum     | Start                  | 1. Wasserpause | Mittagspause       | 2. Wasserpause | Ziel          | Länge  |
| ------ | --------- | ---------------------- | -------------- | ------------------ | -------------- | ------------- | ------ |
| 1.     | 2. August | Garmisch-Partenkirchen | Ohlstadt       | Bad Kohlgrub       | Wieskirche     | Schongau      | 90 km  |
| 2.     | 3. August | Schongau               | Blonhofen      | Buchloe            | Untermeitingen | Augsburg      | 92 km  |
| 3.     | 4. August | Augsburg               | Thierhaupten   | Donauwörth         | Fünfstetten    | Treuchtlingen | 100 km |
| 4.     | 5. August | Treuchtlingen          | Pleinfeld      | Hilpoltstein       | Untermässing   | Beilngries    | 99 km  |
| 5.     | 6. August | Beilngries             | Hemau          | Kallmünz           | Teublitz       | Schwandorf    | 87 km  |
| 6.     | 7. August | Schwandorf             | Nittenau       | Wörth an der Donau | Bogen          | Deggendorf    | 106 km |
| 7.     | 8. August | Deggendorf             | Altenbuch      | Dingolfing         | Wendelskirchen | Landshut      | 95 km  |

### Tour 1998, die 9.
Auftakt am 30. Juli 1998 in Landsberg (Lech), Ziel in Kronach
| Etappe | Datum     | Start            | 1. Wasserpause | Mittagspause       | 2. Wasserpause | Ziel          | Länge  |
| ------ | --------- | ---------------- | -------------- | ------------------ | -------------- | ------------- | ------ |
| 1.     | 31. Juli  | Landsberg (Lech) | Ettringen      | Thannhausen        | Wettenhausen   | Lauingen      | 97 km  |
| 2.     | 1. August | Lauingen         | Unter-Liezheim | Harburg            | Hechlingen     | Gunzenhausen  | 116 km |
| 3.     | 2. August | Gunzenhausen     | Triesdorf      | Heilsbronn         | Keidenzell     | Fürth         | 61 km  |
| 4.     | 3. August | Fürth            | Puschendorf    | Münchsteinach      | Castell        | Kitzingen     | 89 km  |
| 5.     | 4. August | Kitzingen        | Prosselsheim   | Werneck            | Kützberg       | Bad Kissingen | 71 km  |
| 6.     | 5. August | Bad Kissingen    | Niederlauer    | Bad Königshofen    | Hofheim        | Haßfurt       | 48 km  |
| 7.     | 6. August | Haßfurt          | –              | Schloss Eyrichshof | Kloster Banz   | Kronach       | 88 km  |

### Tour 1999, die 10.
Auftakt am 31. Juli 1999 in Aschaffenburg, Ziel in Passau
| Etappe | Datum     | Start         | 1. Wasserpause   | Mittagspause          | 2. Wasserpause | Ziel       | Länge  |
| ------ | --------- | ------------- | ---------------- | --------------------- | -------------- | ---------- | ------ |
| 1.     | 31. Juli  | Aschaffenburg | Hessenthal       | Marktheidenfeld       | Urspringen     | Würzburg   | 100 km |
| 2.     | 1. August | Würzburg      | Oberpleichfeld   | Gerolzhofen           | Prölsdorf      | Bamberg    | 94 km  |
| 3.     | 2. August | Bamberg       | Pautzfeld        | Ebermannstadt         | Stöckach       | Nürnberg   | 110 km |
| 4.     | 3. August | Nürnberg      | Rothsee          | Thalmässing           | Gungolding     | Ingolstadt | 115 km |
| 5.     | 4. August | Ingolstadt    | Altmannstein     | Bad Abbach            | –              | Kelheim    | 75 km  |
| 6.     | 5. August | Kelheim       | Dünzling         | Neufahrn/Niederbayern | Geiselhöring   | Straubing  | 105 km |
| 7.     | 6. August | Straubing     | Stephansposching | Osterhofen            | Windorf        | Passau     | 108 km |

### Tour 2000, die 11.
Auftakt am 29. Juli 2000 in Coburg, Ziel in Lauf an der Pegnitz
| Etappe | Datum     | Start          | 1. Wasserpause | Mittagspause    | 2. Wasserpause | Ziel                | Länge |
| ------ | --------- | -------------- | -------------- | --------------- | -------------- | ------------------- | ----- |
| 1.     | 30. Juli  | Coburg         | Fürth am Berg  | Marktzeuln      | -              | Kulmbach            | 70 km |
| 2.     | 31. Juli  | Kulmbach       | Cottenau       | Münchberg       | -              | Rehau               | 62 km |
| 3.     | 1. August | Rehau          | Schönwald      | Weißenstadt     | -              | Marktredwitz        | 68 km |
| 4.     | 2. August | Marktredwitz   | Steinmühle     | Tirschenreuth   | Püchersreuth   | Weiden              | 82 km |
| 5.     | 3. August | Weiden         | Ehenfeld       | Schloss Theuern | -              | Burglengenfeld      | 88 km |
| 6.     | 4. August | Burglengenfeld | Schmidmühlen   | Kastl           | Offenhausen    | Lauf an der Pegnitz | 82 km |

### Tour 2001, die 12.
Auftakt am 28. Juli 2001 in Rosenheim, Ziel in Oberstdorf
| Etappe | Datum     | Start                  | 1. Wasserpause        | Mittagspause           | 2. Wasserpause | Ziel                   | Länge |
| ------ | --------- | ---------------------- | --------------------- | ---------------------- | -------------- | ---------------------- | ----- |
| 1.     | 29. Juli  | Rosenheim              | Vagen                 | Holzkirchen            | –              | Bad Tölz               | 60 km |
| 2.     | 30. Juli  | Bad Tölz               | Pupplinger Au/Aujäger | Kugler Alm/Oberhaching | Gut Rieden     | Herrsching am Ammersee | 90 km |
| 3.     | 31. Juli  | Herrsching am Ammersee | Tutzing               | Seeshaupt              | –              | Murnau                 | 60 km |
| 4.     | 1. August | Murnau                 | Steingaden            | Denklingen             | –              | Bad Wörishofen         | 90 km |
| 5.     | 2. August | Bad Wörishofen         | Friesenried           | Marktoberdorf          | Roßhaupten     | Füssen                 | 80 km |
| 6.     | 3. August | Füssen                 | Wertach               | Sonthofen              | –              | Oberstdorf             | 60 km |

### Tour 2002, die 13.
Auftakt am 4. August 2002 in Regensburg, Ziel in Bad Windsheim
| Etappe | Datum     | Start        | 1. Wasserpause | Mittagspause       | 2. Wasserpause | Ziel          | Länge |
| ------ | --------- | ------------ | -------------- | ------------------ | -------------- | ------------- | ----- |
| 1.     | 4. August | Regensburg   | Bad Abbach     | Kloster Weltenburg | –              | Vohburg       | 75 km |
| 2.     | 5. August | Vohburg      | Riedenburg     | Kipfenberg         | –              | Eichstätt     | 80 km |
| 3.     | 6. August | Eichstätt    | Konstein       | Burgheim           | Pöttmes        | Aichach       | 90 km |
| 4.     | 7. August | Aichach      | Thierhaupten   | Mertingen          | Wörnitzstein   | Wemding       | 90 km |
| 5.     | 8. August | Wemding      | Aufhausen      | Bechhofen          | –              | Feuchtwangen  | 65 km |
| 6.     | 9. August | Feuchtwangen | Buch am Wald   | Burgbernheim       | –              | Bad Windsheim | 65 km |

### Tour 2003, die 14.
Auftakt am 26. Juli 2003 in Traunstein, Ziel in Schwandorf
| Etappe | Datum     | Start            | 1. Wasserpause  | Mittagspause       | 2. Wasserpause | Ziel             | Länge |
| ------ | --------- | ---------------- | --------------- | ------------------ | -------------- | ---------------- | ----- |
| 1.     | 27. Juli  | Traunstein       | Ringheim        | Franking           | –              | Burghausen       | 70 km |
| 2.     | 28. Juli  | Burghausen       | Reut            | Triftern           | –              | Eggenfelden      | 65 km |
| 3.     | 29. Juli  | Eggenfelden      | Arnsdorf        | Aldersbach         | –              | Osterhofen       | 75 km |
| 4.     | 30. Juli  | Osterhofen       | Wallersdorf     | Kloster Metten     | Rusel          | Regen            | 90 km |
| 5.     | 31. Juli  | Regen            | Unterried       | Kötzting           | –              | Cham (Oberpfalz) | 65 km |
| 6.     | 1. August | Cham (Oberpfalz) | Neubäu (Roding) | Neunburg vorm Wald | –              | Schwandorf       | 75 km |

### Tour 2004, die 15.
Auftakt am 31. Juli 2004 in Schliersee, Ziel in Lichtenfels
| Etappe | Datum     | Start      | 1. Wasserpause | Mittagspause | 2. Wasserpause | Ziel        | Länge  |
| ------ | --------- | ---------- | -------------- | ------------ | -------------- | ----------- | ------ |
| 1.     | 1. August | Schliersee | Raubling       | Aßling       | –              | Wasserburg  | 90 km  |
| 2.     | 2. August | Wasserburg | Oberndorf      | Dorfen       | Fraunberg      | Moosburg    | 80 km  |
| 3.     | 3. August | Moosburg   | Tegernbach     | Rottenburg   | –              | Abensberg   | 80 km  |
| 4.     | 4. August | Abensberg  | Riedenburg     | Beilngries   | Thannhausen    | Neumarkt    | 100 km |
| 5.     | 5. August | Neumarkt   | Pyrbaum        | Nürnberg     | Erlangen       | Forchheim   | 90 km  |
| 6.     | 6. August | Forchheim  | Heiligenstadt  | Weismain     | –              | Lichtenfels | 80 km  |

### Tour 2005, die 16.
Auftakt am 30. Juli 2005 in Pfaffenhofen, Ziel in Aschaffenburg
| Etappe | Datum     | Start              | 1. Wasserpause | Mittagspause  | 2. Wasserpause | Ziel               | Länge |
| ------ | --------- | ------------------ | -------------- | ------------- | -------------- | ------------------ | ----- |
| 1.     | 31. Juli  | Pfaffenhofen       | Geisenfeld     | Gaimersheim   | Kipfenberg     | Berching           | 97 km |
| 2.     | 1. August | Berching           | Velburg        | Kastl         | –              | Sulzbach-Rosenberg | 78 km |
| 3.     | 2. August | Sulzbach-Rosenberg | –              | Hersbruck     | Herpersdorf    | Erlangen           | 78 km |
| 4.     | 3. August | Erlangen           | Großenseebach  | Schlüsselfeld | Kirchschönbach | Volkach            | 74 km |
| 5.     | 4. August | Volkach            | Fährbrück      | Karlstadt     | Sendelbach     | Marktheidenfeld    | 95 km |
| 6.     | 5. August | Marktheidenfeld    | Hasloch        | Miltenberg    | Elsenfeld      | Aschaffenburg      | 92 km |

### Tour 2006, die 17.
Auftakt am 29. Juli 2006 in Buchloe, Ziel in Selb
| Etappe | Datum     | Start            | 1. Wasserpause | Mittagspause     | 2. Wasserpause | Ziel             | Länge |
| ------ | --------- | ---------------- | -------------- | ---------------- | -------------- | ---------------- | ----- |
| 1.     | 30. Juli  | Buchloe          | Denklingen     | Dießen           | Sankt Ottilien | Fürstenfeldbruck | 95 km |
| 2.     | 31. Juli  | Fürstenfeldbruck | Niederroth     | Allershausen     | Oberappersdorf | Mainburg         | 95 km |
| 3.     | 1. August | Mainburg         | Kirchdorf      | Langquaid        | –              | Neutraubling     | 70 km |
| 4.     | 2. August | Neutraubling     | Bernhardswald  | Burglengenfeld   | Rieden         | Amberg           | 89 km |
| 5.     | 3. August | Amberg           | Happurger See  | Neuhaus a. d. P. | –              | Pegnitz          | 82 km |
| 6.     | 4. August | Pegnitz          | Speichersdorf  | Tröstau          | Marktleuthen   | Selb             | 88 km |

### Tour 2007, die 18.
Auftakt am 28. Juli 2007 in Starnberg, Ziel in Schweinfurt
| Etappe | Datum     | Start          | 1. Wasserpause | Mittagspause              | 2. Wasserpause | Ziel           | Länge |
| ------ | --------- | -------------- | -------------- | ------------------------- | -------------- | -------------- | ----- |
| 1.     | 29. Juli  | Starnberg      | Wielenbach     | Vilgertshofen (Pflugdorf) | Oberostendorf  | Mindelheim     | 97 km |
| 2.     | 30. Juli  | Mindelheim     | Markt Wald     | Dinkelscherben            | –              | Gersthofen     | 74 km |
| 3.     | 31. Juli  | Gersthofen     | Mertingen      | Mönchsdeggingen           | –              | Nördlingen     | 77 km |
| 4.     | 1. August | Nördlingen     | Hahnenkammsee  | Gunzenhausen              | Spalt          | Schwabach      | 97 km |
| 5.     | 2. August | Schwabach      | Heilsbronn     | Neuhof/Zenn               | –              | Neustadt/Aisch | 67 km |
| 6.     | 3. August | Neustadt/Aisch | Scheinfeld     | Prichsenstadt             | Fahr           | Schweinfurt    | 97 km |

### Tour 2008, die 19.
Auftakt am 2. August 2008 in Bad Aibling, Ziel in Nabburg
| Etappe | Datum     | Start        | 1. Wasserpause | Mittagspause | 2. Wasserpause | Ziel         | Länge |
| ------ | --------- | ------------ | -------------- | ------------ | -------------- | ------------ | ----- |
| 1.     | 3. August | Bad Aibling  | Pfaffing       | Haag         | –              | Waldkraiburg | 75 km |
| 2.     | 4. August | Waldkraiburg | Dorfen         | Erding       | –              | Freising     | 80 km |
| 3.     | 5. August | Freising     | Oberthann      | Geisenfeld   | –              | Bad Gögging  | 78 km |
| 4.     | 6. August | Bad Gögging  | Obersaal       | Riedenburg   | –              | Beilngries   | 71 km |
| 5.     | 7. August | Beilngries   | Untermässing   | Allersberg   | Röthenbach     | Hersbruck    | 95 km |
| 6.     | 8. August | Hersbruck    | Edelsfeld      | Hirschau     | –              | Nabburg      | 80 km |

### Tour 2009, die 20.
Die 20. Jubiläumstour im Jahr 2009 folgte Strecke der ersten Tour im Jahre 1990. Diese Tour bestand allerdings aus acht Etappen und startete daher bereits am Freitag und endete erst am Samstag darauf.
Auftakt am 31. Juli 2009 in Donauwörth, Ziel in Dingolfing
| Etappe | Datum     | Start              | 1. Wasserpause | Mittagspause        | 2. Wasserpause | Ziel               | Länge |
| ------ | --------- | ------------------ | -------------- | ------------------- | -------------- | ------------------ | ----- |
| 1.     | 1. August | Donauwörth         | Bühl im Ries   | Wassertrüdingen     | Bechhofen      | Ansbach            | 89 km |
| 2.     | 2. August | Ansbach            | –              | Rothenburg/Tauber   | Uffenheim      | Kitzingen          | 89 km |
| 3.     | 3. August | Kitzingen          | Volkach        | Gerolzhofen         | –              | Haßfurt            | 72 km |
| 4.     | 4. August | Haßfurt            | Oberhaid       | Burgellern          | –              | Forchheim          | 87 km |
| 5.     | 5. August | Forchheim          | Weiher         | Lauf an der Pegnitz | Rasch          | Neumarkt/Oberpfalz | 79 km |
| 6.     | 6. August | Neumarkt/Oberpfalz | Thannhausen    | Beilngries          | Riedenburg     | Kelheim            | 84 km |
| 7.     | 7. August | Kelheim            | Schierling     | Geiselhöring        | Straßkirchen   | Deggendorf         | 97 km |
| 8.     | 8. August | Deggendorf         | Osterhofen     | Landau an der Isar  | –              | Dingolfing         | 79 km |

### Tour 2010, die 21.
Die 21. Tour war 7 Etappen lang.
Auftakt am 31. Juli 2010 in Rosenheim, Ziel in Schwabmünchen
| Etappe | Datum     | Start                   | 1. Wasserpause    | Mittagspause                                  | 2. Wasserpause | Ziel                    | Länge |
| ------ | --------- | ----------------------- | ----------------- | --------------------------------------------- | -------------- | ----------------------- | ----- |
| 1.     | 1. August | Rosenheim               | Prien am Chiemsee | Trostberg                                     | -              | Mühldorf am Inn         | 97 km |
| 2.     | 2. August | Mühldorf am Inn         | Neumarkt-St Veit  | Vilsbiburg                                    | -              | Landshut                | 77 km |
| 3.     | 3. August | Landshut                | Pfeffenhausen     | Neustadt an der Donau                         | Schafshill     | Dietfurt an der Altmühl | 96 km |
| 4.     | 4. August | Dietfurt an der Altmühl | Batzhausen        | Trautmannshofen                               | –              | Altdorf bei Nürnberg    | 69 km |
| 5.     | 5. August | Altdorf bei Nürnberg    | Rothsee           | Pleinfeld                                     | -              | Treuchtlingen           | 90 km |
| 6.     | 6. August | Treuchtlingen           | Konstein          | Burgheim                                      | -              | Aichach                 | 93 km |
| 7.     | 7. August | Aichach                 | Achsheim          | Schwäbisches Volkskundemuseum Oberschönenfeld | -              | Schwabmünchen           | 82 km |

### Tour 2011, die 22.
Die Schwesterveranstaltung, die Tour-de-Ländle, bezog in diesem Jahr in der Nacht vom 30. auf den 31. Juli auf der baden-württembergischen Seite der Donau in Ulm das Nachtquartier. Sie traf sich mit der BR-Radltour, die in Neu-Ulm ihr Nachtquartier hatte, wo auch die gemeinsame Abendveranstaltung stattfand.
Auftakt am 30. Juli 2011 in Neu-Ulm, Ziel in Coburg
| Etappe | Datum     | Start              | 1. Wasserpause  | Mittagspause  | 2. Wasserpause | Ziel               | Länge   |
| ------ | --------- | ------------------ | --------------- | ------------- | -------------- | ------------------ | ------- |
| 1.     | 31. Juli  | Neu-Ulm            | Waldstetten     | Burgau        | –              | Dillingen          | 82,5 km |
| 2.     | 1. August | Dillingen          | Mönchsdeggingen | Oettingen     | –              | Dinkelsbühl        | 90,5 km |
| 3.     | 2. August | Dinkelsbühl        | Erzberg         | Leutershausen | Burgbernheim   | Uffenheim          | 87,5 km |
| 4.     | 3. August | Uffenheim          | Kitzingen       | Fährbrück     | –              | Karlstadt          | 87,0 km |
| 5.     | 4. August | Karlstadt          | Gräfendorf      | Hammelburg    | Hausen         | Bad Neustadt/Saale | 93,0 km |
| 6.     | 5. August | Bad Neustadt/Saale | Höchheim        | Bad Rodach    | –              | Coburg             | 86,3 km |

### Tour 2012, die 23.
Auftakt am 4. August 2012 in Bad Reichenhall, Ziel in Gunzenhausen, 539 km.
| Etappe | Datum      | Start               | 1. Wasserpause | Mittagspause   | 2. Wasserpause        | Ziel                | Länge  |
| ------ | ---------- | ------------------- | -------------- | -------------- | --------------------- | ------------------- | ------ |
| 1.     | 5. August  | Bad Reichenhall     | Surheim        | Waging a. See  | –                     | Trostberg           | 80 km  |
| 2.     | 6. August  | Trostberg           | Burgkirchen    | Simbach a. Inn | Aigen a. Inn          | Pocking             | 93 km  |
| 3.     | 7. August  | Pocking             | Bad Birnbach   | Aldersbach     | Niederpöring          | Straubing           | 103 km |
| 4.     | 8. August  | Straubing           | Moosham        | Bad Abbach     | Deuerling             | Parsberg            | 93 km  |
| 5.     | 9. August  | Parsberg            | Wangen         | Pyrbaum        | Röthenbach b. Altdorf | Lauf an der Pegnitz | 86 km  |
| 6.     | 10. August | Lauf an der Pegnitz | Feucht         | Abenberg       | –                     | Gunzenhausen        | 84 km  |

### Tour 2013, die 24.
Auftakt am 2. August 2013 in Erding, Ziel in Hof, 572 km
| Etappe | Datum     | Start          | 1. Wasserpause   | Mittagspause     | 2. Wasserpause | Ziel           | Länge |
| ------ | --------- | -------------- | ---------------- | ---------------- | -------------- | -------------- | ----- |
| 1.     | 3. August | Erding         | Neufahrn         | Markt Indersdorf | –              | Schrobenhausen | 77 km |
| 2.     | 4. August | Schrobenhausen | Manching         | Münchsmünster    | –              | Kelheim        | 81 km |
| 3.     | 5. August | Kelheim        | Deising          | Plankstetten     | Meckenhausen   | Roth           | 92 km |
| 4.     | 6. August | Roth           | Rohr             | Cadolzburg       | Weisendorf     | Erlangen       | 88 km |
| 5.     | 7. August | Erlangen       | Ebermannstadt    | Behringersmühle  | –              | Pegnitz        | 76 km |
| 6.     | 8. August | Pegnitz        | Neustadt am Kulm | Erbendorf        | –              | Tirschenreuth  | 75 km |
| 7.     | 9. August | Tirschenreuth  | Konnersreuth     | Marktleuthen     | –              | Hof            | 78 km |

### Tour 2014, die 25.
Der Auftakt am 1. August 2014 fand erstmals im österreichischen Kufstein statt, Zielort war Würzburg, Entfernung: 622 km
Zum 25. Jubiläum der BR-Radltour führte die 2. Etappe in München über den Mittleren Ring. Auf diesem Teilstück konnten auch Fahrradfahrer die nicht an der BR-Radltour teilnahmen mitfahren.
| Etappe | Datum     | Start                 | 1. Wasserpause | Mittagspause     | 2. Wasserpause | Ziel                  | Länge |
| ------ | --------- | --------------------- | -------------- | ---------------- | -------------- | --------------------- | ----- |
| 1.     | 2. August | Kufstein              | Großholzhausen | Bad Aibling      |                | Holzkirchen           | 90 km |
| 2.     | 3. August | Holzkirchen           | Oberhaching    | München BMW-Welt |                | Maisach               | 86 km |
| 3.     | 4. August | Maisach               | Kaltenberg     | Schwabmünchen    | Kirchheim      | Krumbach              | 95 km |
| 4.     | 5. August | Krumbach              | Burgau         | Wertingen        |                | Rain am Lech          | 94 km |
| 5.     | 6. August | Rain am Lech          | Fünfstetten    | Wassertrüdingen  |                | Feuchtwangen          | 91 km |
| 6.     | 7. August | Feuchtwangen          | Schönbronn     | Obernzenn        |                | Neustadt an der Aisch | 80 km |
| 7.     | 8. August | Neustadt an der Aisch | Scheinfeld     | Iphofen          |                | Würzburg              | 86 km |

### Tour 2015, die 26.
Der Auftakt fand am 2. August in Weilheim statt, Zielort war Mellrichstadt, Entfernung: 483 Kilometer.
| Etappe | Datum     | Start                | 1. Wasserpause     | Mittagspause | 2. Wasserpause | Ziel                 | Länge |
| ------ | --------- | -------------------- | ------------------ | ------------ | -------------- | -------------------- | ----- |
| 1.     | 3. August | Weilheim             | Utting am Ammersee | Jesenwang    |                | Friedberg            | 80 km |
| 2.     | 4. August | Friedberg            | Thierhaupten       | Donauwörth   |                | Wemding              | 90 km |
| 3.     | 5. August | Wemding              | Dittenheim         | Spalt        |                | Heilsbronn           | 75 km |
| 4.     | 6. August | Heilsbronn           | Neuhof a.d. Zenn   | Veitsbronn   |                | Höchstadt a.d. Aisch | 80 km |
| 5.     | 7. August | Höchstadt a.d. Aisch | Schlüsselfeld      | Wiesentheid  | Sommerach      | Volkach              | 78 km |
| 6.     | 8. August | Volkach              | Geldersheim        | Münnerstadt  |                | Mellrichstadt        | 80 km |

### Tour 2016, die 27.
Die Tour startete am 31. Juli in Marktredwitz und führte nach Burghausen, Entfernung: 430 Kilometer.
Die 5. Etappe war zum ersten Mal eine Etappe mit dem gleichen Ausgangs- und Zielort, bei der auch Tagesradler mitfahren konnten. Dabei gab es eine kürzere und längere Streckenvariante.
| Etappe | Datum     | Start                    | 1. Wasserpause   | 2. Wasserpause | Mittagspause | Ziel                     | Länge |
| ------ | --------- | ------------------------ | ---------------- | -------------- | ------------ | ------------------------ | ----- |
| 1.     | 31. Juli  | Marktredwitz             | Nagel            |                | Erbendorf    | Neustadt an der Waldnaab | 67 km |
| 2.     | 1. August | Neustadt an der Waldnaab | Wernberg-Köblitz |                | Wölsendorf   | Neunburg vorm Wald       | 74 km |
| 3.     | 2. August | Neunburg vorm Wald       | Pösing           |                | Bad Kötzting | Viechtach                | 72 km |
| 4.     | 3. August | Viechtach                | Golfplatz Rusel  |                | Hengersberg  | Vilshofen an der Donau   | 74 km |
| 5.     | 4. August | Vilshofen an der Donau   | Gergweis         | Adldorf        | Aldersbach   | Vilshofen an der Donau   | 69 km |
| 6.     | 5. August | Vilshofen an der Donau   | Emmersdorf       |                | Pfarrkirchen | Burghausen               | 79 km |

### Tour 2017, die 28.
Die Tour startete am 30. Juli in Gunzenhausen und führte nach Sonthofen, Entfernung: 464 Kilometer.
Die 1. Etappe war eine Etappe mit dem gleichen Ausgangs- und Zielort, bei der auch etwa 1100 Tagesradler mitfahren konnten.
| Etappe | Datum     | Start             | 1. Wasserpause           | 2. Wasserpause | Mittagspause         | Ziel              | Länge |
| ------ | --------- | ----------------- | ------------------------ | -------------- | -------------------- | ----------------- | ----- |
| 1.     | 30. Juli  | Gunzenhausen      | Gunzenhausen             |                | Residenz Ellingen    | Gunzenhausen      | 70 km |
| 2.     | 31. Juli  | Gunzenhausen      | Königshofen an der Heide | Marktoffingen  | Wilburgstetten       | Nördlingen        | 82 km |
| 3.     | 1. August | Nördlingen        | Tapfheim                 |                | Kloster Thierhaupten | Gersthofen        | 83 km |
| 4.     | 2. August | Gersthofen        | Kloster Oberschönenfeld  |                | Klosterlechfeld      | Landsberg am Lech | 74 km |
| 5.     | 3. August | Landsberg am Lech | Westerheim               |                | Bad Wörishofen       | Memmingen         | 82 km |
| 6.     | 4. August | Memmingen         | Dietmannsried            |                | Durach               | Sonthofen         | 73 km |

### Tour 2018, die 29.
Die Tour startete am 29. Juli in Mühldorf und führte nach Marktheidenfeld, Entfernung: ca. 502 Kilometer.
| Etappe | Datum     | Start       | 1. Wasserpause | Mittagspause          | 2. Wasserpause   | Ziel            | Länge   |
| ------ | --------- | ----------- | -------------- | --------------------- | ---------------- | --------------- | ------- |
| 1.     | 29. Juli  | Mühldorf    | Gangkofen      | Dingolfing            | Landshut S-Arena | Landshut        | 94,7 km |
| 2.     | 30. Juli  | Landshut    | Neuhausen      | Rohr in Niederbayern  |                  | Bad Gögging     | 79,3 km |
| 3.     | 31. Juli  | Bad Gögging | Kelheim        | Dietfurt              |                  | Berching        | 80,2 km |
| 4.     | 1. August | Berching    | Seligenporten  | Nürnberg FCN-Gelände  |                  | Baiersdorf      | 89,5 km |
| 5.     | 2. August | Baiersdorf  | Gerhardshofen  | Kloster Schwarzenberg |                  | Kitzingen       | 82,7 km |
| 6.     | 3. August | Kitzingen   | Randersacker   | Erlabrunn             |                  | Marktheidenfeld | 76,0 km |

Die Rückfahrt der Sonderzüge erfolgte ab Lohr Bahnhof, da Marktheidenfeld keinen Bahnhof mehr hat. Die Teilnehmer fuhren daher noch weitere 20 km auf dem Main-Radweg.

### Tour 2019, die 30.
Die Tour startete am 28. Juli in Bad Staffelstein und führte nach Bad Füssing, Entfernung: ca. 566 Kilometer.
| Etappe | Datum     | Start               | 1. Wasserpause          | Mittagspause       | 2. Wasserpause | Ziel                | Länge  |
| ------ | --------- | ------------------- | ----------------------- | ------------------ | -------------- | ------------------- | ------ |
| 1.     | 28. Juli  | Bad Staffelstein    | Coburg                  | Seßlach            |                | Bad Staffelstein    | 73 km  |
| 2.     | 29. Juli  | Bad Staffelstein    |                         | Weismain           | Modschiedel    | Hollfeld            | 73 km  |
| 3.     | 30. Juli  | Hollfeld            | Behringersmühle         | Betzenstein        |                | Lauf an der Pegnitz | 80 km  |
| 4.     | 31. Juli  | Lauf an der Pegnitz | Weigendorf              | Amberg             |                | Schwandorf          | 78 km  |
| 5.     | 1. August | Schwandorf          | Nittenau                | Wörth an der Donau | Bogen          | Deggendorf          | 107 km |
| 6.     | 2. August | Deggendorf          | Vilshofen               | Ortenburg          |                | Bad Füssing         | 86 km  |
| 7.     | 3. August | Bad Füssing         | Bayerbach, Bad Birnbach | Bad Griesbach      |                | Bad Füssing         | 69 km  |

### Tourausfall 2020 und 2021
Die Tour hätte am 26. Juli in Cham starten und nach Feucht führen sollen; Entfernung: ca. 518 Kilometer. Sie wurde jedoch am 21. April 2020 auf Grund der – bedingt durch die Corona-Pandemie – seitens der Bayerischen Staatsregierung ausgesprochenen Kontaktverbote bzw. Kontakteinschränkungen abgesagt.
Auch die BR-Radltour 2021 konnte coronabedingt nicht stattfinden.

### Tour 2022, die 31.
Die Tour startete am 31. Juli in Cham. Am ersten Tag gab es für die 800 Teilnehmer und die etwa 700 Tagesteilnehmer zwei Rundkurse von 25 und 56 km, die auch aneinander gereiht absolviert werden konnten. Der Zielort war nach sechs heißen und trockenen Tagen sowie 512,5 km Gunzenhausen am Altmühlsee. Die Tour war angeblich die erste, die nicht ausgebucht war, da viele Radfahrer eine Coronaansteckung fürchteten.
| Etappe | Datum     | Start    | 1. Wasserpause | Mittagspause             | 2. Wasserpause | Ziel         | Länge   |
| ------ | --------- | -------- | -------------- | ------------------------ | -------------- | ------------ | ------- |
| 1.     | 31. Juli  | Cham     | Cham           | Furth im Wald            |                | Cham         | 81 km   |
| 2.     | 1. August | Cham     | Konzell        | Bogen                    |                | Landau       | 80,4 km |
| 3.     | 2. August | Landau   | Dornwang       | Ergolding                | Langenbach     | Freising     | 89,6 km |
| 4.     | 3. August | Freising | Petershausen   | Odelzhausen              |                | Aichach      | 83,3 km |
| 5.     | 4. August | Aichach  | Königsmoos     | Gaimersheim              | Denkendorf     | Dietfurt     | 95,8 km |
| 6.     | 5. August | Dietfurt | Großhöbing     | Brombachsee Allmannsdorf |                | Gunzenhausen | 82,5 km |

### Tour 2023, die 32.
Die Tour startete am 29. Juli 2023 in Murnau. Etwa 520 km wurden gefahren. Die Mitfahrer hatte an mehreren Tagen mit regnerischem Wetter zu kämpfen.
| Etappe | Datum     | Start                | 1. Wasserpause | Mittagspause       | 2. Wasserpause        | Ziel                 | Länge |
| ------ | --------- | -------------------- | -------------- | ------------------ | --------------------- | -------------------- | ----- |
| 1.     | 30. Juli  | Murnau am Staffelsee | Schwaiganger   | Penzberg (Gut Hub) |                       | Murnau am Staffelsee | 80 km |
| 2.     | 31. Juli  | Murnau am Staffelsee | Königsdorf     | Valley             |                       | Bruckmühl            | 91 km |
| 3.     | 1. August | Bruckmühl            | Neubeuern      | Bernau (Felden)    | Bad Adelholzen        | Traunstein           | 90 km |
| 4.     | 2. August | Traunstein           | Seebruck       | Bernau (Felden)    | Bad Adelholzen        | Traunstein           | 82 km |
| 5.     | 3. August | Traunstein           | Kirchweidach   | Neuötting          | Hebertsfelden         | Pfarrkirchen         | 91 km |
| 6.     | 4. August | Pfarrkirchen         | Arnstorf       | Aldersbach         | Winzer (Niederbayern) | Vilshofen            | 86 km |

### Tour 2024, die 33.
Die Tour startete am 27. Juli 2024 in Landau an der Isar. Etwa 550 km wurden gefahren.
| Etappe | Datum     | Start              | 1. Wasserpause | Mittagspause              | 2. Wasserpause | Ziel                  | Länge  |
| ------ | --------- | ------------------ | -------------- | ------------------------- | -------------- | --------------------- | ------ |
| 1.     | 28. Juli  | Landau an der Isar | Postau         | Rottenburg an der Laaber  |                | Geisenfeld            | 94 km  |
| 2.     | 29. Juli  | Geisenfeld         | Obermühle      | Rennertshofen             |                | Donauwörth            | 83 km  |
| 3.     | 30. Juli  | Donauwörth         | Tagmersheim    | Brauerei Gutmann, Titting |                | Berching              | 94 km  |
| 4.     | 31. Juli  | Berching           | Ezelsdorf      | Schnaittach               |                | Pegnitz               | 99 km  |
| 5.     | 1. August | Pegnitz            | Veilbronn      | Memmelsdorf               |                | Ebern                 | 96 km  |
| 6.     | 2. August | Ebern              | Sand am Main   | Prichsenstadt             | Scheinfeld     | Neustadt an der Aisch | 104 km |

### Tour 2025, die 34.
Die Tour startete am 3. August 2025 in Bad Neustadt (Saale). Etwa 550 km wurden gefahren. Hiervon waren etwa zwei km auf Baden-Württemberger Gebiet. Der Streckenverlauf orientiert sich an den eindrucksvollen Flüssen Fränkische Saale, Main, Altmühl und Urdonau.
| Etappe | Datum     | Start                | 1. Wasserpause       | Mittagspause    | 2. Wasserpause           | Ziel                 | Länge  |
| ------ | --------- | -------------------- | -------------------- | --------------- | ------------------------ | -------------------- | ------ |
| 1.     | 3. August | Bad Neustadt (Saale) | Ostheim vor der Rhön | Fladungen       | Bischofsheim in der Rhön | Bad Neustadt (Saale) | 86 km  |
| 2.     | 4. August | Bad Neustadt (Saale) | Maria Bildhausen     | Bad Kissingen   |                          | Hammelburg           | 86 km  |
| 3.     | 5. August | Hammelburg           | Gemünden am Main     | Rothenbuch      | Heimbuchenthal           | Miltenberg           | 107 km |
| 4.     | 6. August | Miltenberg           | Kreuzwertheim        | Waldbüttelbrunn |                          | Ochsenfurt           | 93 km  |
| 5.     | 7. August | Ochsenfurt           | Weigenheim           | Obernzenn       |                          | Herrieden            | 86 km  |
| 6.     | 8. August | Herrieden            | Gunzenhausen         | Pappenheim      | Wellheim                 | Neuburg an der Donau | 110 km |